# Demografia di Belgrado
Dati sulla demografia di Belgrado aggiornati al censimento effettuato nel 2002.